# День голосования

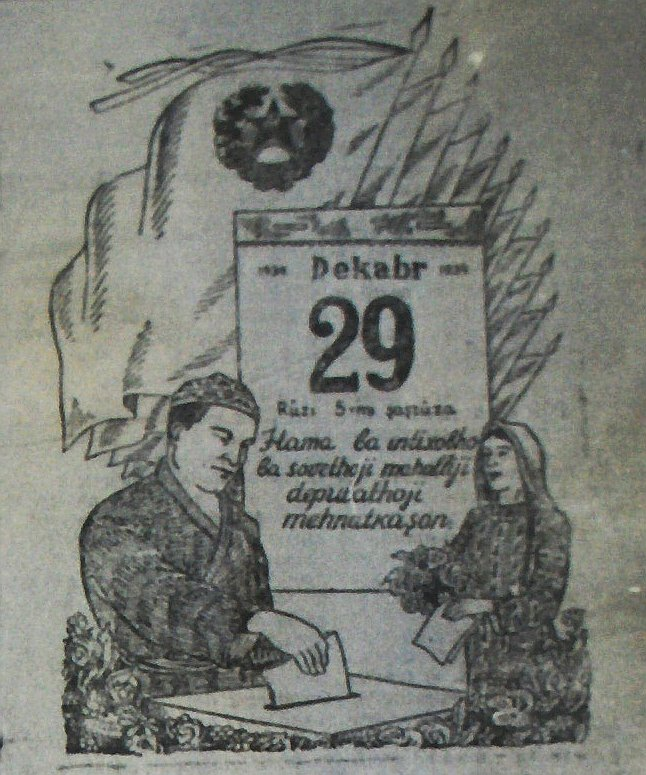
29 декабря 1938 года, голосование на выборах в СССР, иллюстрация из газеты «Коммунистическая Исфара»

День голосова́ния — день, на который в соответствии с законодательством назначается голосование на выборах или референдуме.

День голосования по странам по дням недели:
Понедельник
Вторник
Среда
Четверг
Пятница
Суббота
Воскресенье
Несколько дней
Нет данных

День голосования — кульминация избирательной кампании. В российском избирательном законодательстве сроки совершения многих избирательных действий (назначение выборов, выдвижение кандидатов, регистрация кандидатов, досрочное голосование и тому подобное) отсчитываются от дня голосования.

## Единый день голосования
В разных государствах и странах и в разные времена применялись два основных подхода при назначении дня голосования — либо выборы назначаются на любой день, когда истекают полномочия соответствующего выборных органа или должностного лица (в случае досрочного прекращения полномочий — досрочные выборы в максимально короткие сроки), либо единый всегосударственный день голосования.
В СССР выборы в Советы народных депутатов (кроме Верховного совета СССР) проходили одновременно, в марте. В постсоветской России выборы различного уровня не были синхронизированы, и к концу 1990-х — началу 2000-х сложилась ситуация, когда практически в каждое воскресенье в каком-либо из регионов проводились выборы регионального или местного уровня. В результате сложилась группа специалистов, которые сделали электоральное консультирование своей профессией и перемещались из региона в регион.
В 2004 году в избирательное законодательство по инициативе председателя ЦИК России А. А. Вешнякова были внесены изменения, в соответствии с которыми введён единый день голосования на выборах регионального и местного уровня — первое или второе воскресенье марта. При этом в некоторых случаях допускается назначение выборов на первое или второе воскресенье октября либо синхронно с выборами в Государственную Думу, а в исключительных случаях (например, при назначении выборов по суду) — на любой день. Впоследствии день голосования был перемещён на второе воскресенье сентября.
При этом выборы президента России с 2000 года проходят в марте, а выборы в Государственную Думу — в декабре (в 1993—2011 годах) . Третье воскресенье сентября (с 2016 года), последние жёстко не привязаны к единому дню голосования, а наоборот ЕДГ в год выборов в Госдуму проходит вместе в третье воскресенье сентября. Месяцы проведения выборов могут сместиться в случае досрочного прекращения полномочий президента России или роспуска Государственной Думы.
В Соединённых Штатах Америки на общенациональных выборах также применяется единый день голосования. Так, выборы Президента США проводятся в первый вторник после первого понедельника ноября каждого четвёртого года.

## Двойной день голосования
В электоральной практике некоторых стран голосование назначается не на один, а на два дня. В частности, таким образом был проведён референдум в Польше о присоединении к Европейскому Союзу. В России переняли эту порочную практику, растянув "Единый" день в трёхдневное голосование на выборах Госдумы 2021 года - 17, 18 и 19 сентября. В законодательстве закреплено право организующей выборы комиссии решить два или три дня будет проводиться голосование. Риск в том, что хранящиеся в течении двух ночей с 20.00 до 8.00 бюллетени по факту не защищены от подмены.

## Агитация в день голосования
Во многих странах запрещают проводить агитацию во время дня голосования, часто такая агитация запрещается и в предыдущий день, так называемый день тишины.

## Избирательные действия в день голосования
В день голосования осуществляются действия, связанные с непосредственным голосованием всех избирателей или большей их части, после завершения голосования начинается подсчёт голосов.